# Deutsche Stammzellspenderdatei

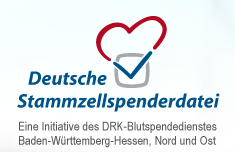
Logo der Deutschen Stammzellspenderdatei

Die Deutsche Stammzellspenderdatei (DSSD) ist ein Zusammenschluss der Stammzell- und Knochenmarkspenderdateien einiger DRK-Blutspendedienste. Das Ziel der DSSD ist es, die Heilungschancen von Menschen mit Leukämien und Erkrankungen des blutbildenden Systems zu verbessern, indem potentielle Spender für Stammzelltransplantationen registriert werden.

## Geschichte
In den 1980er Jahren gründeten einzelne transfusionsmedizinische Institute des DRK-Blutspendedienstes Stammzellspenderdateien mit potentiellen HLA-typisierten Spendern.
Zwischen den Spenderdateien der DRK-Blutspendedienste Nord und Baden-Württemberg-Hessen entwickelte sich im Jahr 2007 eine Kooperation, der sich 2009 das Knochenmark-Stammzell-Spenderzentrum Ulm (KSS-Ulm) und die Knochenmarkspenderdatei des DRK-Blutspendedienstes Ost anschlossen. Aus diesem Bündnis ging 2009 die DSSD hervor.
Die Anzahl an potentiellen Spendern in den Spenderdateien der DSSD betrug 2009 rund 200.000.
Damit zählt die DSSD nach der Deutschen Knochenmarkspenderdatei und der Stefan-Morsch-Stiftung zur Gruppe der großen Dateien in Deutschland und liegt ungefähr gleichauf mit anderen Registern wie z. B. der AKB.
Neue potentielle Spender werden oft im Rahmen von Typisierungsaktionen gewonnen, bei denen für erkrankte Menschen Stammzellspender mit passenden Gewebemerkmalen gesucht werden.
Seit 1996 haben die Spenderdateien der DSSD ca. 400 Typisierungsaktionen und andere Informationsveranstaltungen durchgeführt.

## Finanzielles
Jede Typisierung verursacht durch die Untersuchung der entnommenen Blutproben Laborkosten von ca. 40 Euro. Da diese Kosten nicht von den Krankenkassen getragen werden, ist die Deutsche Stammzellspenderdatei auf Geldspenden von Privatpersonen, Unternehmen und anderen Förderstellen angewiesen.